# Вълча змиорка
Вълчата змиорка (Anarrhichthys ocellatus) е вид „риба вълк“ (Anarhichadidae) от северната част на Тихия океан. Тя е монотипна в рода Anarrhichthys и един от само двата рода в семейството, а другият е Anarhichas.

## Местообитание
Вълчата змиорка се намира в пещери, пукнатини и скалисти рифове от плитки води до дълбочина 226 м, вариращи от Японско море и Берингово море до Северна Калифорния.

## Описание
Вълчата змиорка се различава от истинските змиорки по това, че има сдвоени хрилни прорези и гръдни перки. Животното може да нарасне до 2,4 м на дължина и 18,4 кг на тегло.
По-младите вълчи змиорки са оранжеви с големи тъмни петна в задната част на тялото. Веднъж пораснали, те стават сиви, кафявосивкави или тъмномаслинови.
Те притежават мощни челюсти, с които смазват плячката си: кучешки зъби отпред и кътници в задната част на устата. Вълчата змиорка има само една гръбна перка, която се простира от главата до края на тялото, с 228 до 250 гъвкави рибени кости без мек радиус. Опашната перка е малка. Няма тазови перки, нито странична линия.
Мъжете имат големи устни и издатина в горната част на главата. Продължителността на живота на този вид е около 25 години.

## Употреба
Вълчата змиорка има ядлива, сладка и солена бяла плът. В някои крайбрежни северозападни индиански племена вълчата змиорка е наричана свещената „докторска риба“. Само племенните лечители са имали право да ядат тази риба, тъй като тя е трябвало да засили тяхната лечебна сила.
- В естествен хабитат
- Млад екземпляр
- 107 см дълъг мъжки екземпляр от Аляския залив